# Antonio Ozores
Antonio Ozores Puchol, noto come Antonio Ozores (Burjassot, 24 agosto 1928 – Madrid, 12 maggio 2010), è stato un attore e regista spagnolo. Nella sua lunga carriera, si dedicò al teatro comico, alla rivista, al cinema e alla televisione.
Le sue interpretazioni sono caratterizzate da un umorismo stravagante, al limite dell'assurdo.

## Biografia
Figlio d'arte, iniziò a recitare all'inizio degli anni 40 nella compagnia teatrale diretta dai suoi genitori, Mariano Ozores e Luisa Puchol, debuttando a Saragozza.
Il suo debutto cinematografico risale al 1950, con El último caballo. In seguito ha recitato in quasi 170 film, tra cui quasi tutti quelli diretti dal fratello Mariano Ozores. Tra il 1959 e il 1960 è stato tra i protagonisti di due tra i film d'esordio di Jesús Franco: Tenemos 18 años e Vampiresas 1930.
La sua notorietà toccò il culmine col programma televisivo Un, dos, tres... responda otra vez (1972), presentato da Mayra Gómez Kemp.
Si è dedicato anche, marginalmente, alla regia cinematografica, dirigendo e interpretando nel 1983 Los Caraduros e nel 1989 Canción triste de... (quest'ultimo diretto insieme a José Truchado).
Dal 1958 al 1969 è stato sposato con l'attrice Elisa Montés, dalla quale ha avuto una figlia, Emma Ozores, anche lei destinata alla carriera cinematografica. Sono stati attori anche il fratello José Luis Ozores e la figlia di questi, Adriana Ozores.
È morto a Madrid il 12 maggio 2010 per un cancro di cui soffriva da tempo.

## Filmografia
- A plena luz – serie  TV (2002)
- Queremos saber más – serie TV, 1 episodio (2002)
- Este país necesita un repaso – serie TV (1994)
- El sexólogo – serie TV (1994)
- Pelotazo nacional (1993)
- Taller mecánico – serie TV (1991)
- Jet Marbella Set (1991)
- Disparate nacional (1990)
- Tahiti's Girl (1990)
- Veneno que tú me dieras (1989)
- Canción triste de... (1989)
- El equipo Aahhgg (1989)
- Los obsexos (1989)
- Ya no va más (1988)
- Hacienda somos casi todos (1988)
- ¡No, hija, no! (1987)
- Esto sí se hace (1987)
- Esto es un atraco (1987)
- Los presuntos (1986)
- Reir más es imposible (1986) (V)
- Capullito de alhelí (1986)
- Cuatro mujeres y un lío (1985)
- El recomendado (1985)
- ¡Qué tía la C.I.A.! (1985)
- El rollo de septiembre (1985)
- Cuando Almanzor perdió el tambor (1984)
- El cura ya tiene hijo (1984)
- La Lola nos lleva al huerto (1984)
- Al este del oeste (1984)
- El pan debajo del brazo (1984)
- La loca historia de los tres mosqueteros (1983)
- Los caraduros (1983)
- Un genio en apuros (1983)
- Juana la loca... de vez en cuando (1983)
- Agítese antes de usarla (1983)
- El currante (1983)
- El hijo del cura (1982)
- Cristóbal Colón, de oficio... descubridor (1982)
- Los autonómicos (1982)
- Las chicas del bingo (1982)
- Todos al suelo (1982)
- La vendedora de ropa interior (1982)
- El primer divorcio (1982)
- Un rolls para Hipólito (1982)
- ¡Que vienen los socialistas! (1982)
- Brujas mágicas (1981)
- ¡Qué gozada de divorcio! (1981)
- Es peligroso casarse a los 60 (1981)
- Queremos un hijo tuyo (1981)
- Los liantes (1981)
- El liguero mágico (1980)
- Yo hice a Roque III (1980)
- El erótico enmascarado (1980)
- El soplagaitas (1980)
- Los bingueros (1979)
- Los energéticos (1979)
- Celedonio y yo somos así (1977)
- Estoy hecho un chaval (1977)
- El apolítico (1977)
- Ellas los prefieren... locas (1977)
- Eva, limpia como los chorros del oro (1977)
- Un día con Sergio (1977)
- Cuentos de las sábanas blancas (1977)
- Alcalde por elección (1976)
- Mayordomo para todo (1976)
- Haz la loca... no la guerra (1976)
- Tres suecas para tres Rodríguez (1975)
- Strip-tease a la inglesa (1975)
- Tío, ¿de verdad vienen de París? (1975)
- Fin de semana al desnudo (1974)
- El reprimido (1974)
- Dormir y ligar: todo es empezar (1974)
- Señora doctor (1974)
- La llamaban La Madrina (1973)
- Manolo, la nuit (1973)
- La descarriada (1973)
- Estudio 1 (2 episodi, 1968-1972)
- Dos chicas de revista (1972)
- Venta por pisos (1972)
- La red de mi canción (1971)
- A mí las mujeres ni fu ni fa (1971)
- Cómo casarse en 7 días (1971)
- El apartamento de la tentación (1971)
- Si Fulano fuese Mengano (1971)
- La graduada (1971)
- El astronauta (1970)
- Una señora llamada Andrés (1970)
- Después de los nueve meses (1970)
- Las siete vidas del gato (1970)
- Matrimonios separados (1969)
- Juicio de faldas (1969)
- Cuatro noches de boda (1969)
- El taxi de los conflictos (1969)
- El irreal Madrid (1969) (TV)
- Susana (1969)
- ¡Cómo está el servicio! (1968) (solo voce, non accreditato)
- El turismo es un gran invento (1968)
- Operación Mata Hari (1968)
- Objetivo: bi-ki-ni (1968)
- 40 grados a la sombra (1967)
- La familia Colón (1 episodio, 1967)
- El tesoro del capitán Tornado (1967)
- Operación cabaretera (1967)
- Hoy como ayer (1966)
- Veneri in collegio (Escándalo en el internado, regia di Marino Girolami (1966)
- Viaggio di nozze all'italiana (1966)
- Noche del sábado (9 episodi, 1965)
- Suspendido en sinvergüenza (1965)
- Primera fila (1 episodio, 1965)
- Historias de la televisión (1965)
- Tragedias de la vida vulgar (8 episodi, 1964-1965)
- Fin de semana (1964)
- Júrame (1964)
- Chica para todo (1963)
- La pandilla de los once (1963)
- Allegra gioventù (1963)
- La hora incógnita (1963)
- Las hijas de Helena (1963)
- Cupido contrabandista (1962)
- Su alteza la niña (1962)
- Vampiresas 1930 (1962)
- Érase una vez... Los Brincos (1962)
- Horizontes de luz (1962)
- La IV carabela (1961)
- Trampa para Catalina (1961)
- Salto mortal (1961)
- Los económicamente débiles (1960)
- El cerro de los locos (1960)
- Las dos y media y... veneno (1959)
- Los tramposos (1959)
- 15 bajo la lona (1959)
- Tenemos 18 años (1959)
- Patio andaluz (1958)
- Ana dice sí (1958)
- El puente de la paz (1958)
- La frontera del miedo (1958)
- L'uomo dall'ombrello bianco (1958)
- El aprendiz de malo (1958)
- Familia provisional (1958)
- Un abrigo a cuadros (1957)
- Tremolina (1957)
- Torero por alegrías (1957)
- El fotogénico (1957)
- Muchachas de azul (1957)
- Malagueña (1956)
- Viaje de novios (1956)
- Manolo guardia urbano (1956)
- Los ladrones somos gente honrada (1956)
- La gran mentira (1956)
- La chica del barrio (1956)
- Saeta rubia (1956)
- La lupa (1955)
- El guardián del paraíso (1955)
- Los ases buscan la paz (1955)
- Al fin solos (1955)
- Morena Clara (1954) (non accreditato)
- Felices pascuas (1954)
- Un caballero andaluz (1954)
- Un día perdido (1954)
- Amor sobre ruedas (1954)
- El diablo toca la flauta (1954)
- Aeropuerto (1953) (non accreditato)
- Esa pareja feliz (1953)
- Amore di zingara (1952)
- Cerca de la ciudad (1952)
- El último caballo (1950)